# Réacteur D1G

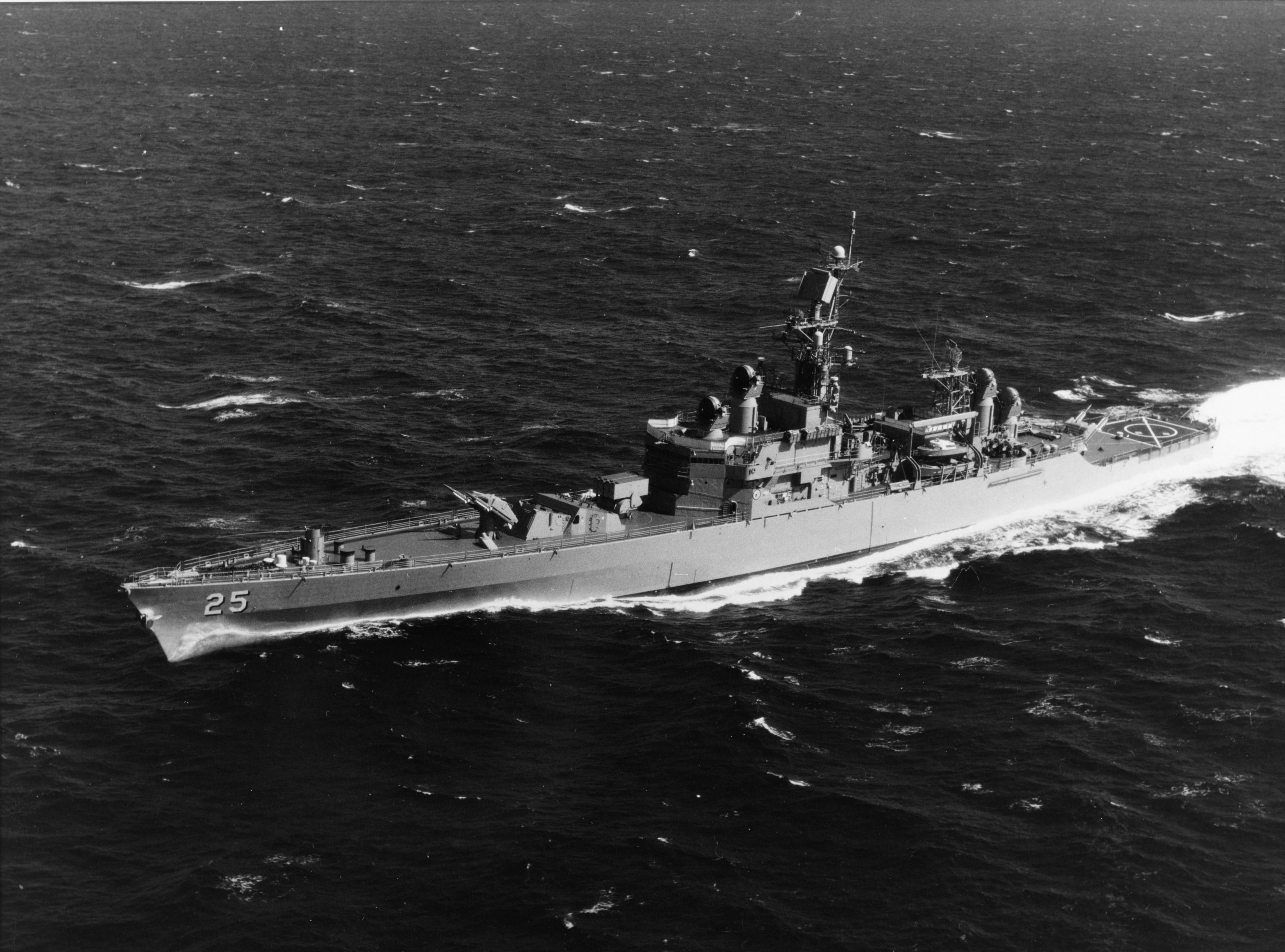
L' dans le Pacifique le 23 mars 1971.

Le D1G Reactor est un réacteur nucléaire conçu par General Electric qui fut utilisé comme prototype pour le réacteur D2G embarqué sur l'USS Bainbridge (CGN-25). Son but est de fournir l'électricité ainsi que la propulsion et d'autres systèmes mineurs sur ce navire. Il s’agit d’un réacteur à eau pressurisée.
L’acronyme D1G signifie :
- D = destroyer (Destroyer)
- 1 = numéro de la génération pour le fabricant
- G = General Electric pour le nom du fabricant

Ce prototype de réacteur nucléaire fut construit par General Electric avoir été commandé par le bureau des réacteurs nucléaires du département de l'énergie dans le cadre du programme de propulsion nucléaire navale. Il fut construit et positionné au Knolls Atomic Power Laboratory (en) à Milton, dans l'État de New York.
Lancé pour la première fois en 1962 puis arrêté en mars 1996 après la fin de la guerre froide, il fut utilisé comme réacteur d'entraînement pour former le personnel de propulsion nucléaire ainsi que comme réacteur de test. Depuis, le combustible du réacteur a été retiré et placé dans un centre de stockage des déchets nucléaires.